# Bijzonder
Bijzonder is een nummer van het Nederlandse cabaret- en zangduo Veldhuis & Kemper uit 2003. Het is de tweede single van hun debuutalbum Half zo echt. Het nummer gaat over een jongen die niets ziet in zijn meisje, maar zichzelf helemaal geweldig vindt in haar bijzijn.
"Bijzonder" was de opvolger van het nummer Ik wou dat ik jou was. Hoewel "Ik wou dat ik jou was" een grote hit was, werd "Bijzonder" een kleiner hitje. In de Nederlandse Top 40 haalde het de 32e positie, en in Vlaanderen haalde het een 10e positie in de Tipparade.